# Dio Rovers
Dio Rovers (Utrecht, 26 januari 1896 - Breda, 2 december 1990) was een Nederlands kunstschilder, tekenaar en kunstdocent. Hij werkte veertig jaar aan de restauratie van de Grote Kerk in Breda. Zijn kunstopleiding sinds 1922 leidde in 1947 tot de oprichting van de Vrije School voor Beeldende Kunsten (de latere Academie Sint-Joost). Hij is tevens een van de medeoprichters van deze kunstacademie.

## Biografie
Zijn vader Anton Rovers was kunstschilder en schilder voor reclamedoeleinden. Vanwege diens werk was hij veel in het buitenland, waardoor de jonge Dio zestienmaal verhuisde. Hij groeide een belangrijk deel van zijn jeugd op in Brussel. Lithografie leerde hij van zijn vader, en verder volgde hij kunstopleidingen aan de kustacademie van Brussel en de kunstacademie van Antwerpen. De laatste studie begon hij in 1910. Met een onderbreking, vanwege een verhuizing met zijn ouders naar Berlijn, rondde hij zijn studie daar in 1914 af. Toen de Eerste Wereldoorlog uitbrak, verhuisde hij in circa 1914/15 met zijn ouders van Berlijn naar Breda. In Antwerpen kreeg hij les van Isidore Opsomer.
Aanvankelijk probeerde hij zijn inkomen als lithograaf te verdienen en maakte affiches voor de Hollandse Kunstzijde Industrie (HKI), de Zuider Stoommaatschappij, de bierbrouwerij en beiaardconcerten. Begin jaren twintig wist hij er zijn inkomen amper mee te verdienen en vanaf 1922 verdiende hij bij met een redelijk succesvolle schildercursus. Leerlingen van hem waren onder meer Wim van den Anker, Wout Bakkenes, Feitze de Bruijn, Maarten Dubbelman en Pierre van Ierssel.
Ondertussen leerde hij Lucas van der Meer kennen, een beeldhouwer en de hoofdopziener van de restauratie van de Grote Kerk. Dit project was al in de eerste jaren van de eeuw begonnen om de verminkingen sinds 1637 te herstellen, toen de kerk protestants was geworden. Van der Meer nam Rovers aan voor een project van zes weken voor metingen van de kooromgang. De opdracht leidde tot een dienstbetrekking als bouwkundig tekenaar wat uiteindelijk gedurende veertig jaar zijn hoofdinkomen werd.
Daarnaast bleef hij schilderen. Hij heeft vooral veel stadsgezichten, landschappen en portretten voortgebracht. Daarnaast bleef hij lesgeven in tekenen en schilderen. Zijn lessen leidden er in 1933 toe dat hij, Paul Windhausen, Gerrit de Morée en Jan Strube de Bredasche Kunstkring oprichtten. Hiermee organiseerden ze exposities en lezingen om het kunstleven in Breda te bevorderen. De kunstkring werd later van naam gewijzigd en leidde in 1947 tot de oprichting van de Vrije School voor Beeldende Kunsten (de latere Academie St. Joost). Hij was zelf een van de oprichters van de kunstacademie, samen met De Morée en Niel Steenbergen.
Rovers wist geregeld kopers voor zijn werk te vinden. In de jaren twintig werd hij onderscheiden met de Van Collumprijs en in 1939 won hij de competitie voor Noord-Brabantse kunstenaars die door het Van Abbemuseum was georganiseerd. Hij werd in 1974 benoemd tot ridder in de Orde van Oranje-Nassau en ontving in 1980 de Nassau-Breda Prijs van zijn gemeente. Zijn schilderijen en tekeningen waren in 1946 te zien in het stadhuis van Breda en in 1973 in het culturele centrum De Beyerd. Het Breda's Museum heeft werk van hem in de collectie.
Rovers overleed in 1990 in Breda op 94-jarige leeftijd.